# Luis Alberto Spinetta
Luis Alberto Spinetta (* 23. Januar 1950 in Buenos Aires, Argentinien; † 8. Februar 2012 ebenda) war ein argentinischer Rockmusiker und -komponist. Luis Alberto Spinetta war ein Pionier des argentinischen Rock Nacional.

## Leben
Seine Karriere begann er als Jugendlicher. Erste Erfolge gelangen ihm 1967 mit der Band Almendra, die zusammen mit Manal und Los Gatos als die Begründer des argentinischen Rock Nacional gelten. Bei Almendra spielte er zusammen mit Emilio del Guercio (Bass und Gesang), Edelmiro Molinari (Leadgitarre und Gesang) und Rodolfo García (Schlagzeug). Im Jahr 1969 erschien das erste Album Almendra, das Stücke wie Ana no duerme, Plegaria para un niño dormido und Muchacha ojos de papel enthielt. Nach einem weiteren Album 1970 lösten sich Almendra auf.
Spinetta versuchte sich an verschiedenen Projekten. So nahm er unter anderem ein Soloalbum mit dem Titel Spinettalandia y sus amigos auf, das 1971 erschien. Schließlich gründete er zusammen mit Osvaldo „Bocón“ Frascino am E-Bass (später ersetzt durch David Lebón), Black Amaya am Schlagzeug und Carlos Cutaia an den Keyboards die Band Pescado Rabioso. Das erste Album der Band, Desatormentándonos, erschien 1972 und war deutlich vom Hard Rock beeinflusst. Das zweite Album Pescado 2 (1973) galt als eines der besten Spinetta-Alben. Das dritte Album von Pescado Rabioso, Artaud (1973), war eigentlich ein Soloalbum von Spinetta, der die meisten Instrumente selbst einspielte und von verschiedenen Gästen begleitet wurde.
Nach dem Ende von Pescado Rabioso gründete er Invisible, die sich nach drei Alben wiederum auflösten. Spinettas Projekte in den 1980er und 1990er Jahren waren Spinetta Jade bzw. Spinetta y los Socios del Desierto. Er machte später auch Aufnahmen mit dem argentinischen Rockstar Charly García, mit dem er Rezo por vos schrieb.
Am 8. Februar 2012 starb Spinetta in seiner Geburtsstadt Buenos Aires mit 62 Jahren an Lungenkrebs.

## Diskografie

### Almendra
- Almendra I (1969)
- Almendra II (1970)
- Almendra en Obras I (en vivo) (1980)
- Almendra en Obras II (en vivo) (1980)
- El valle interior (1980)

### Pescado Rabioso
- Desatormentándonos (1972)
- Pescado 2 (1973)

### Invisible
- Invisible (1974)
- Durazno sangrando (1975)
- El jardín de los presentes (1976)

### Spinetta Jade
- Alma de diamante (1980)
- Los niños que escriben en el cielo (1981)
- Bajo Belgrano (1983)
- Madre en años luz (1984)

### Spinetta y los Socios del Desierto
- Spinetta y los Socios del Desierto (1997)
- San Cristóforo (1999)
- Los ojos (1999)

### Als Solist
- Spinettalandia y sus amigos o La búsqueda de la estrella (1971)
- Artaud (1973)
- A 18' del sol (1977)
- Only love can  (Sólo el amor puede sostener) (1979)
- Kamikaze (1982)
- Mondo di cromo (1983)
- Privé (1986)
- La la lá (con Fito Páez) (1986)
- Téster de violencia (1988)
- Don Lucero (1989)
- Exactas (Vivo) (1990)
- Pelusón of milk (1991)
- Fuego gris (1994)
- Estrelicia MTV Unplugged (1997)
- Elija y gane (1999)
- Silver Sorgo (2001)
- Obras en vivo (2002)
- Para los árboles (2003)
- Camalotus (EP) (2004)
- Pan (2005)
- Un Mañana (2008)
- Los Amigo (2015)
- Ya no mires atrás (2020) (Aufgenommen zwischen 2008 und 2009)